# 家系ラーメン

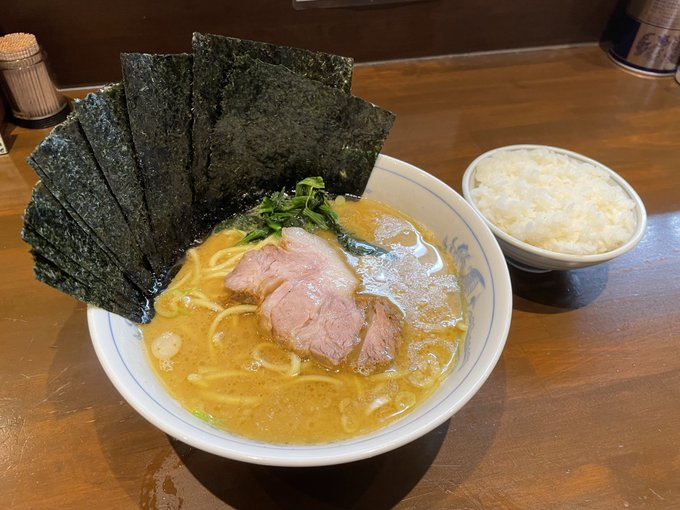
一般的な家系ラーメンに海苔とライスを付け合わせたもの

家系ラーメン（いえけいラーメン）あるいは横浜家系ラーメン（よこはまいえけいラーメン）は、神奈川県横浜市のラーメン店・吉村家（1974年創業）を源流とするラーメン店の店舗群、あるいは吉村家に類似する濃厚な豚骨醤油ラーメンのジャンルを指す名称。

## 概要
家系ラーメンは、豚骨および鶏ガラから取った出汁に濃口の醤油ダレを合わせた豚骨醤油ベースのスープを特徴とし、中太のストレートまたはやや縮れた中華麺に鶏油（チーユ）を加え、具材としてほうれん草等の青菜、チャーシュー、海苔をのせるのが一般的な構成である。多くの店舗では、麺のかたさ・味の濃さ・鶏油の量を客の好みに応じて調整できるオーダーシステムが採用されている。
家系ラーメンという名称は、1974年に創業した「吉村家」を起点として、のれん分けや派生店の増加により広がっていった。その多くの店舗名に「〜家（～や）」と付いていたことから、「家系（いえけい）」という通称が定着した。家系ラーメンを出す店は、2025年3月時点で国内に約2,000店舗弱と推定され、そのうち神奈川県内には400店舗以上あるとされる。横浜市内でも、元祖家系の吉村家がある横浜駅西口方面がラーメン屋（家系に限らず）の激戦区として際立っている。かつて「吉村家」「本牧家」「六角家」の3屋号が「家系ラーメン御三家」と呼ばれていた。

## 歴史

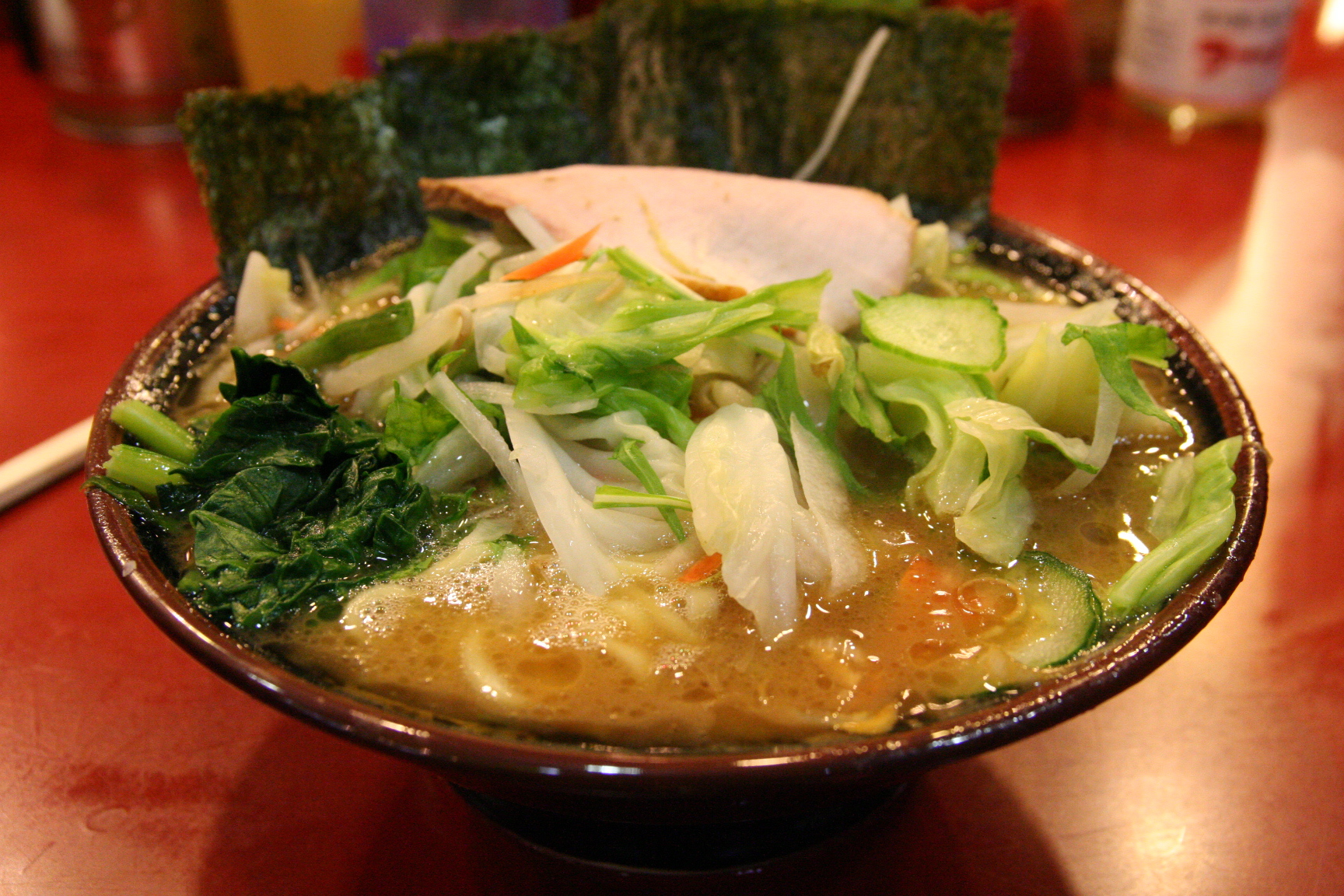
吉村家のラーメンに野菜をトッピングしたもの

黎明期
吉村家創始者の吉村実は、宮大工や床屋の見習いなど、様々な職を転々とした後、長距離トラックの運転手を務めていた。吉村はある日「九州の豚骨と東京の醤油を混ぜたらうまいんじゃないか」と思い立ち、京浜トラックターミナル（東京都大田区平和島）にあったラーメンショップを半年間手伝った後、1974年9月に横浜市磯子区の新杉田駅近くに吉村家を開店した。
店舗が磯子産業道路に面しており、石川島播磨重工業（現・IHI）をはじめとする工場密集地帯という立地だったことから、京浜工業地帯で働く工場労働者やトラック運転手の間で評判になり広まった。
その後、吉村は本牧家を開店したが、ここで店長を務めていた神藤隆が1988年に独立して東白楽駅近くに六角家を開業し、他の弟子たちも本牧家を辞めたため、怒った吉村は本牧家を一時営業中止し新聞沙汰にもなった。
第一次ブーム
1994年3月の新横浜ラーメン博物館の開業から2003年5月まで、「六角家」が地元横浜代表のラーメンとして出店していた。また、本牧家や六角家にいた近藤健一が関わった横濱家などは、横浜市北部でチェーン展開し、さらには「吉村家」の流れをくむ弟子や孫弟子の店が神奈川県を中心に広がり、横浜市内において知名度を広めた。
家系の“ジャンル化”と「資本系」チェーン店の台頭
1990年代以降、吉村家から直接的に独立・派生した店舗が全国各地に広がり、さらにそれらの店舗から輩出する孫弟子の店舗にも「○○家」の屋号を冠するラーメン店が増加した。これらの店舗は、いずれも類似したラーメンを提供しており、その系譜はまるで家系図のように広がっていったことから、「家系ラーメン」という呼称が定着し、横浜発祥のラーメンジャンルとして全国的に知られるようになった。また、多様化した家系のジャンルの中で、マニアの間では吉村家が直々に免許皆伝をした店を「直系」、吉村家に属さず独自展開した壱六家の流れをくむ店は「壱系」、部分的にではあるが六角家等との流れをくむ武蔵家等は本流とは異なる独自の味として評価される為「武系」と区別される。さらには、2010年代中ごろからは大手外食産業が吉村家やその他の家系店舗とは全く無関係に同系統のラーメンを提供するチェーン店が展開された。これらは「資本系」と呼ばれる。 主な「資本系」店舗として、企業再生型M&Aを手がけるガーデンが東京近郊を中心に展開する「壱角家」、「壱六家」出身の創業者が全国展開するギフトホールディングスの「町田商店」などが挙げられる。この「資本系」の店舗の多くはセントラルキッチンで作られた既成スープを各店舗に持ち込まれ加熱される。既存のラーメンチェーン店などでも採用される調理法だが、このようなスープは常にブレが無く安定し、店舗によっての味の違いが無いことが特徴。また製法上、大量の豚ガラ、鶏ガラを常に炊き続けることによってできるフレッシュなスープを提供する店内炊きの店舗とは異なり、資本系のスープは比較的乳化したクリーミーなスープであることが多い。

## 特徴
スープ
家系ラーメンのスープは、豚骨および鶏ガラを主体とした出汁をベースにした醤油豚骨味が特徴である。スープの表面には鶏油が浮かび、この鶏油は、鶏由来の芳醇な香りと濃厚さをスープにもたらし、家系ラーメンの味の決め手とも称される。また製法も豚骨ラーメンと異なり、寸胴鍋に大量の豚骨と鶏ガラを入れて長時間炊き出し、煮出しの過程では、髄液やコラーゲンを効率的に抽出するため、「コミガラ（雑ガラ、ミックス骨とも呼ばれる）」を段階的に追加し、成分が出切ったものは新しいガラに順次入れ替えていく。この工程を繰り返すことで、スープにはフレッシュさと熟成感が同時に生まれる。また、店舗によってスープの仕上がりには差異があり、いわゆる「直系」と呼ばれる吉村家系の店舗では、サラリとした質感の豚骨スープに、醤油ダレの香ばしさとキレが前面に出た味わいが特徴である。一方、昔ながらの家系ラーメンの味を提供していることから、「クラシック系」とも呼ばれる六角家や本牧家などの系列では、出汁・カエシ・鶏油のバランスが重視されており、よりマイルドで丸みのある風味を提供する傾向にある。
麺
製麺所によって差異はあるが、共通する特徴として、中太のストレート麺が特徴で、通常の中華麺よりコシが強い。
また、有名な製麺所の一つである酒井製麺では、通常の中華麺とは逆に麺の厚さを幅よりも厚くした「逆切り麺」を用いている。「逆切り麺」を用いることで、スープとの絡みが良くなり、茹で時間が短くなるといった利点がある。見た目としては、短く製麺され、麺が上下にやや押しつぶされたような長方形の断面をしており、上下面は目が詰まっているため水分が入りにくくコシを保ち、側面はスープをよく吸う構造となっている。ただし、この逆切り製法は製麺機に負担をかけるため、量産が難しく、同様の手法で製麺を行っている製麺所は少数に限られる。
家系ラーメン店では製麺所の名が入った麺箱が店頭や店内に積まれることが多く、そこからどこの製麺所の麺を使用しているかを知ることができる。
- 酒井製麺 - 東京都大田区糀谷
元々はうどんの製麺所。1日約3万玉の麺を生産し、全国約150店以上のラーメンショップ系列店や家系ラーメン店に卸す。家系ラーメンの麺を手がけるようになったきっかけは、吉村家創業者の吉村実が独立する際に麺の製造を依頼したことに始まる。吉村家直系店や吉村家出身の店主が開いた店舗など、吉村家の系譜に連なる店舗に卸されているが、同じ酒井製麺製でも、店舗によって複数の種類が使い分けられている
- 王道家 - 千葉県柏市明原  
元々は吉村家直系のラーメン店。2011年に酒井製麺の使用を中止し、吉村家直系を離れて自家製麺の導入を決定。王道家の自家製麺は、従来使用していた酒井製麺の麺を模して開発されたものである。現在では全国約20店舗の王道家系列の家系ラーメン店に卸されている。
- 大橋製麺多摩 - 川崎市多摩区宿河原
- 長多屋製麺 - 横浜市南区二葉町
- 増田製麺 - 神奈川県横須賀市平作
- 三河屋製麺 - 東京都東久留米市八幡町
- 菅野製麺所 - 東京都大田区西蒲田
- 丸山製麺所 - 横浜市中区山田町

トッピング
薬味ネギ、チャーシュー、海苔が3枚、ホウレンソウなどが標準でトッピングされるのが一般的である。「壱系」とも呼ばれる壱六家、またはその流れをくむ店はウズラの卵が標準でトッピングされている。
湯切り
家系ラーメンにおける湯切りの方法は、一般的なラーメン店で使用される「テボ」と呼ばれる深型の丸ザルではなく、平ザルを使用するのが特徴である。特に吉村家の直系店舗においては、平ザルの柄を鉛筆を持つように片手で握り、箸を一切使わずに寸胴鍋から麺をすくい上げて湯切りを行う技法が採られている。この湯切りは、単に湯を振り落とすというよりも、「麺の表面に付着した水蒸気を飛ばす」ことに重きを置いており、非常に繊細な加減が要求される。麺の量が多すぎても少なすぎても適切な湯切りができないため、正確な分量感覚と手さばきが不可欠である。また、吉村家直系店舗では、この湯切り技法の習得には相応の修練が必要とされており、一人前として任されるまでには通常4～5年を要するとされている。
味のカスタマイズ
注文時に「麺の硬さ（硬め・普通・柔らかめ）」「味の濃さ（濃いめ・普通・薄め）」「鶏油の量（多め・普通・少なめ）」を選択できる店舗が多い。
また、卓上には豊富な味変用の調味料が定番として用意されている。これは吉村家創業者の吉村実の「お客様は我が味の師なり」という座右の銘によるもので、店舗によっても異なるが、一般的な家系ラーメンでは、おろしニンニク、ショウガ、豆板醤、コショウ、酢などが置かれている。
ライス
家系ラーメンでは、ライスを付け合わせとしてメニューに記載する店舗がほぼすべての店で存在し、実際にラーメンとともにライスを食す客も多い。そのため、一部の店舗ではライスとラーメンを組み合わせた具体的な食べ方を案内する例も見られる。ライスの提供が定着した背景には、新杉田時代の吉村家における肉体労働者向けの「ラーメンライスセット」が源流とされる。1990年代後半には、既に家系ラーメン店のおよそ半数でライスがメニューに加えられていたという。代表的な食べ方としては、ラーメンのスープに浸した海苔で白飯を巻くスタイルが広く知られている。この食べ方は吉村家の初期常連客によって自然発生的に始まったものであり、後に全国の家系ラーメン店へと広まっていったとされている。